# Grosbois
Grosbois é uma comuna francesa na região administrativa de Borgonha-Franco-Condado, no departamento de Doubs. Estende-se por uma área de 2,96 km². Em 2010 a comuna tinha 248 habitantes (densidade: 83,8 hab./km²).